# Nindirí
Nindirí est une municipalité nicaraguayenne du département de Masaya au Nicaragua.